# 1189

## Събития
- Начало на Третия кръстоносен поход, начело с Фридрих I Барбароса, Филип II Огюст и Ричард I Лъвското сърце.

## Родени
- Юрий II, велик княз на Владимир-Суздал

## Починали
- 6 юли – Хенри II, крал на Англия